# 1937-es Grand Prix-szezon
Az 1937-es Grand Prix-szezon volt a Formula–1 előtti éra harmincadik szezonja. A végeredménybe az Európa-bajnokság öt versenye számított bele, ezeken kívül azonban számos egyéb nagydíjat is rendeztek.
A győztes a német Rudolf Caracciola lett. Érdekesség, hogy az első tíz helyezettből hat német volt. Az idény során két magyar versenyző, Hartmann László és Festetics Ernő indult, előbbi tizenegyedikként zárt.

## Versenyek

### Európa-bajnokság
| # | Verseny         | Helyszín          | Időpont        | Győztes versenyző       | Győztes konstruktőr | Összefoglaló |
| - | --------------- | ----------------- | -------------- | ----------------------- | ------------------- | ------------ |
| 1 | belga nagydíj   | Spa-Francorchamps | Július 11.     | Rudolf Hasse            | Auto Union          | Összefoglaló |
| 2 | német nagydíj   | Nürburgring       | Július 25.     | Rudolf Caracciola       | Mercedes-Benz       | Összefoglaló |
| 3 | monacói nagydíj | Monaco            | Augusztus 8.   | Manfred von Brauchitsch | Mercedes-Benz       | Összefoglaló |
| 4 | svájci nagydíj  | Bremgarten        | Augusztus 22.  | Rudolf Caracciola       | Mercedes-Benz       | Összefoglaló |
| 5 | olasz nagydíj   | Livorno           | Szeptember 12. | Rudolf Caracciola       | Mercedes-Benz       | Összefoglaló |

### Egyéb versenyek
| Nagydíj                       | Helyszín          | Időpont        | Győztes versenyző     | Győztes konstruktőr | Összefoglaló |
| ----------------------------- | ----------------- | -------------- | --------------------- | ------------------- | ------------ |
| Flatenloppet                  | Flaten, Stockholm | Február 14.    | Eugen Bjørnstad       | Alfa Romeo          | Összefoglaló |
| torinói nagydíj               | Valentino Park    | Április 18.    | Antonio Brivio        | Alfa Romeo          | Összefoglaló |
| nápolyi nagydíj               | Posillipo         | Április 25.    | Giuseppe Farina       | Alfa Romeo          | Összefoglaló |
| Campbell Trophy               | Brooklands        | Május 1.       | Prince Bira           | Delage              | Összefoglaló |
| tripoli nagydíj               | Mellaha           | Május 9.       | Hermann Lang          | Mercedes-Benz       | Összefoglaló |
| finn nagydíj                  | Eläintarharata    | Május 9.       | Hans Rüesch           | Alfa Romeo          | Összefoglaló |
| Grand Prix des Frontières     | Chimay            | Május 16.      | Hans Rüesch           | Alfa Romeo          | Összefoglaló |
| Avusrennen                    | AVUS              | Május 30.      | Hermann Lang          | Mercedes-Benz       | Összefoglaló |
| Superba nagydíj               | Genova            | Május 30.      | Carlo Felice Trossi   | Alfa Romeo          | Összefoglaló |
| bukaresti nagydíj             | Bukarest          | Május 30.      | Hans Rüesch           | Alfa Romeo          | Összefoglaló |
| Rio de Janeiro-i nagydíj      | Gávea             | Június 6.      | Carlo Maria Pintacuda | Alfa Romeo          | Összefoglaló |
| Eifelrennen                   | Nürburgring       | Június 13.     | Bernd Rosemeyer       | Auto Union          | Összefoglaló |
| milánói nagydíj               | Milánó            | Június 20.     | Tazio Nuvolari        | Alfa Romeo          | Összefoglaló |
| Vanderbilt-kupa               | Roosevelt Raceway | Július 5.      | Bernd Rosemeyer       | Auto Union          | Összefoglaló |
| Vila Real-i nagydíj           | Vila Real         | Július 25.     | Vasco do Sameiro      | Alfa Romeo          | Összefoglaló |
| Coppa Acerbo                  | Pescara           | Augusztus 15.  | Bernd Rosemeyer       | Auto Union          | Összefoglaló |
| estorili nagydíj              | Estoril           | Augusztus 15.  | Manoel de Oliveira    | Ford                | Összefoglaló |
| Junior Car Club 200 mile race | Donington Park    | Augusztus 28.  | Arthur Dobson         | ERA                 | Összefoglaló |
| Masaryk nagydíj               | Brno              | Szeptember 26. | Rudolf Caracciola     | Mercedes-Benz       | Összefoglaló |
| Doningtoni nagydíj            | Donington Park    | Október 2.     | Bernd Rosemeyer       | Auto Union          | Összefoglaló |
| Mountain Championship         | Brooklands        | Október 16.    | Hans Rüesch           | Alfa Romeo          | Összefoglaló |
| Kalastajatorpanajo            | Helsinki          | Október 31.    | Karl Ebb              | Mercedes-Benz       | Összefoglaló |

## Végeredmény
| #  | Versenyző               | BEL | GER | MON | SUI | ITA | Pont |
| -- | ----------------------- | --- | --- | --- | --- | --- | ---- |
| 1  | Rudolf Caracciola       |     | 1   | 2   | 1   | 1   | 13   |
| 2  | Manfred von Brauchitsch | Ret | 2   | 1   | 3   | Ret | 15   |
| 3  | Hermann Lang            | 3   | 7   |     | 2   | 2   | 19   |
| =  | Christian Kautz         | 4   | 6   | 3   | 6   | Ret | 19   |
| 5  | Hans Stuck              | 2   | Ret | 4   | 4   | 9   | 20   |
| 6  | Raymond Sommer          | 5   | Ret | 7   | 8   |     | 27   |
| 7  | Rudolf Hasse            | 1   | 5   | Ret |     |     | 28   |
| =  | Bernd Rosemeyer         |     | 3   | Ret | Ret | 3   | 28   |
| =  | Tazio Nuvolari          |     | 4   |     | 5   | 7   | 28   |
| =  | Giuseppe Farina         |     | Ret | 6   | Ret | Ret | 28   |
| 11 | Hartmann László         |     | Ret | Ret | 9   |     | 29   |
| 12 | Hans Rüesch             |     | 8   | 8   | Ret |     | 31   |
| 13 | Vittorio Belmondo       |     | 12  |     |     | 10  | 32   |
| 14 | Hermann Paul Müller     | Ret | Ret |     |     | 5   | 33   |
| 15 | Richard Seaman          |     | Ret |     |     | 4   | 34   |
| =  | Clemente Biondetti      |     |     | Ret |     | Ret | 34   |
| 17 | Luigi Soffietti         |     | Ret | Ret |     |     | 35   |
| =  | Carlo Felice Trossi     | Ret |     |     |     | 8   | 35   |
| =  | Paul Pietsch            |     | Ret |     | 10  |     | 35   |
| 20 | Kenneth Evans           |     | 9   |     |     |     | 36   |
| =  | Festetics Ernő          |     | 10  |     |     |     | 36   |
| =  | Attilio Marinoni        |     | 11  |     |     |     | 36   |
| =  | Giovanni Minozzi        |     | Ret |     | Ret |     | 36   |
| =  | Goffredo Zehender       |     |     | 5   |     |     | 36   |
| =  | Carlo Maria Pintacuda   |     |     | 9   |     |     | 36   |
| =  | Luigi Fagioli           |     |     |     | 7   |     | 36   |
| =  | Achille Varzi           |     |     |     |     | 6   | 36   |
| 28 | Henri Simonet           |     |     |     | Ret |     | 37   |
| =  | Adolfo Mandirola        |     |     |     | Ret |     | 37   |
| 30 | Franco Cortese          |     | Ret |     |     |     | 38   |
| =  | Ernst von Delius        |     | Ret |     |     |     | 38   |
| =  | Giovanbattista Guidotti |     |     |     |     | Ret | 38   |
| 33 | Francesco Severi        |     | Ret |     |     |     | 39   |
| =  | Renato Balestrero       |     | Ret |     |     |     | 39   |
| =  | Edoardo Teagno          |     | Ret |     |     |     | 39   |
| =  | Antonio Brivio          |     |     | Ret |     |     | 39   |
| =  | Max Christen            |     |     |     | Ret |     | 39   |
| #  | Versenyző               | BEL | GER | MON | SUI | ITA | Pont |

| Szín   | Eredmény                                                | Pont |
| ------ | ------------------------------------------------------- | ---- |
| Arany  | Győztes                                                 | 1    |
| Ezüst  | 2. helyezett                                            | 2    |
| Bronz  | 3. helyezett                                            | 3    |
| Zöld   | Teljesítette a verseny több, mint 75%-át                | 4    |
| Kék    | 50 és 75% között teljesítette a versenytávot            | 5    |
| Lila   | 25 és 50% között teljesítette a versenytávot            | 6    |
| Piros  | A versenytávnak csak kevesebb, mint 25%-át teljesítette | 7    |
| Fekete | Diszkvalifikálták (DSQ, Kiz)                            | 8    |
| Fehér  | Nem indult (DNS, NI)                                    | 9    |